# Caroline Celestia Ingalls
 (mars 2023).
Si vous disposez d'ouvrages ou d'articles de référence ou si vous connaissez des sites web de qualité traitant du thème abordé ici, merci de compléter l'article en donnant les références utiles à sa vérifiabilité et en les liant à la section « Notes et références ».
Pour les articles homonymes, voir Ingalls.
Caroline "Carrie" Celestia Swanzey, née Ingalls le 3 août 1870 à Independence et morte le 2 juin 1946 à Keystone, est la fille de Charles Ingalls et Caroline Quiner, et la sœur cadette de la romancière Laura Ingalls Wilder, connue pour ses livres La Petite Maison dans la prairie.

## Biographie
Elle est la troisième des cinq enfants de Charles et Caroline Ingalls. Elle épousa le 1er août 1912 David Swanzey et encouragea sa sœur Laura à écrire ses mémoires.
Carrie est décrite comme petite, mince et frêle et, selon les livres de Laura, c'est elle qui a le plus souffert de tous les membres de la famille Ingalls pendant les privations du dur hiver de 1880-1881. Ingalls n'était pas constamment malade, mais elle n'a jamais joui d'une santé physique robuste au cours de sa vie. À l'âge adulte, elle voyagea à plusieurs reprises à la recherche d'un climat plus agréable, notamment dans le Colorado et le Wyoming.

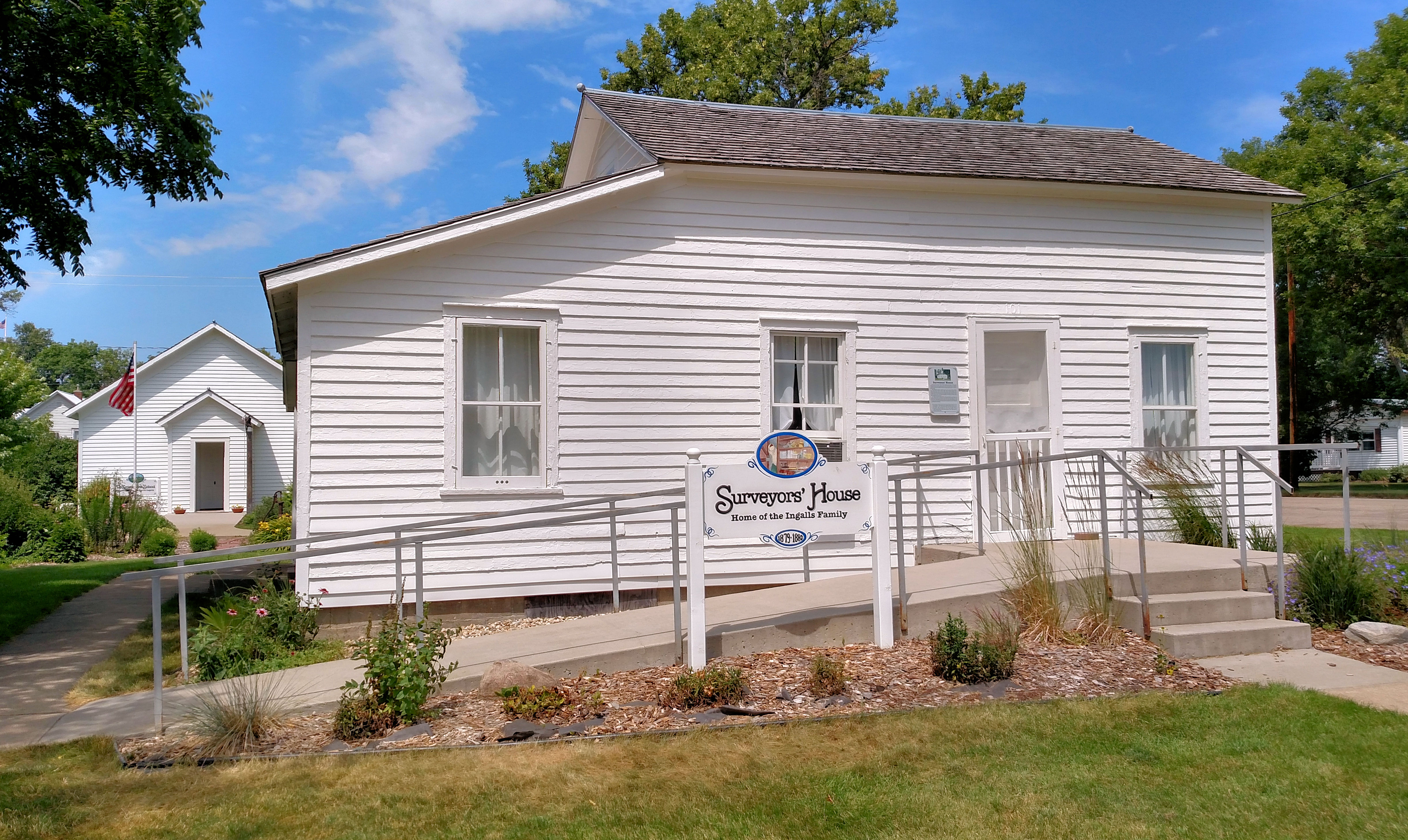
« Surveyors' House », la première maison de la famille Charles Ingalls dans le territoire du Dakota

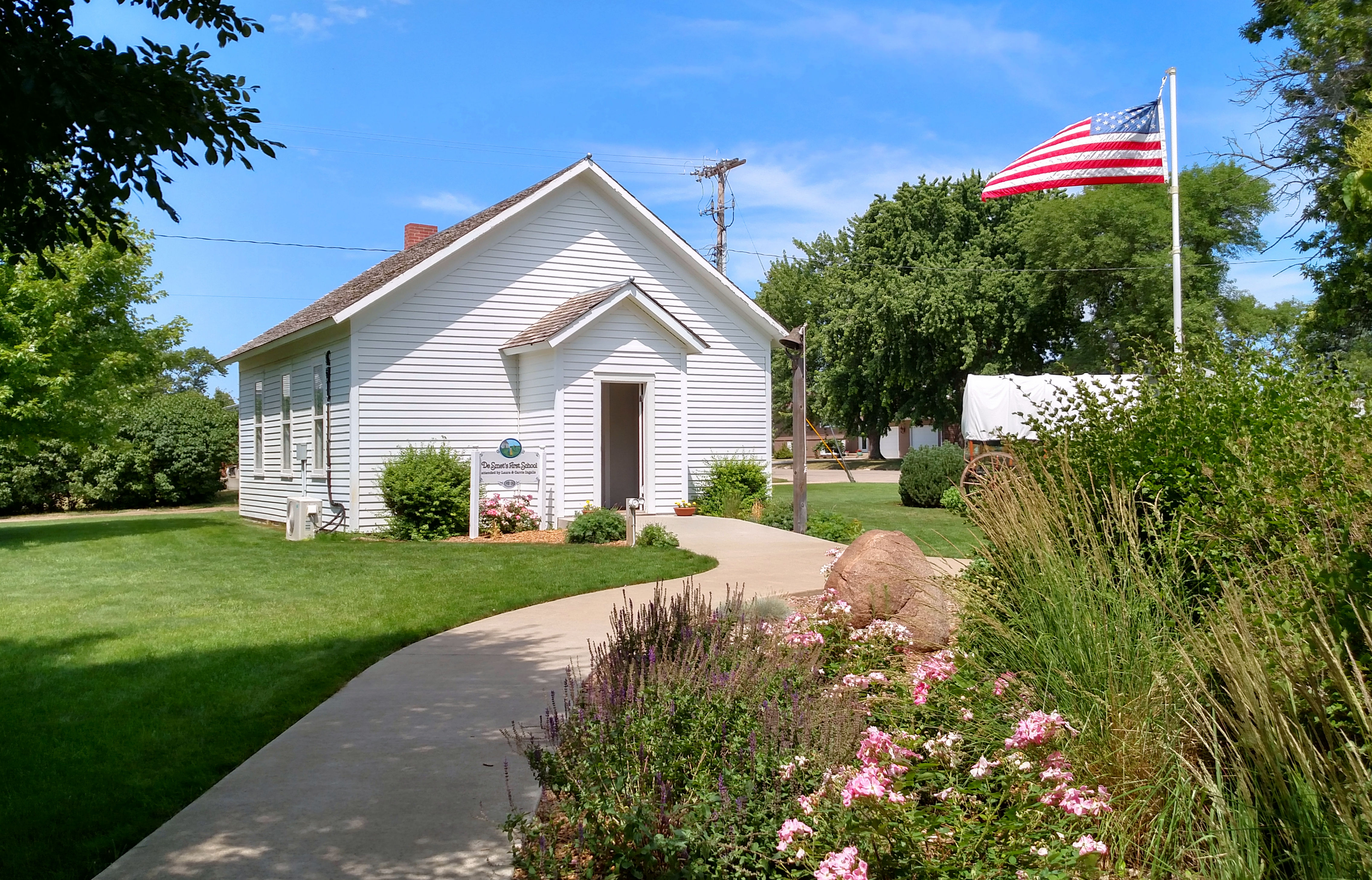
De Smet School, première école de De Smet fréquentée par Carrie Ingalls et sa sœur aînée, Laura

À la fin de son adolescence, Carrie est compositrice pour le De Smet News et, par la suite, pour d'autres journaux de l'État pour Edward Louis Senn,,,,. Elle s'installe à Keystone, dans le Dakota du Sud, en 1911.
En 1912, elle épouse le veuf David N. Swanzey, dont on se souvient surtout pour son rôle dans la dénomination du mont Rushmore. Elle devient la belle-mère des deux enfants de Swanzey, Mary et Harold. Harold était l'un des ouvriers qui ont aidé à sculpter le Mont Rushmore, et son nom figure sur les murs de granit sous le monument. Il a ensuite été tué dans un accident de voiture à Keystone, dans le Dakota du Sud, le 16 avril 1939 , un an après la mort de son père.
Avec l'aide de sa sœur Grace, Carrie s'occupe de leur sœur aveugle Mary après la mort de leur mère en 1924.
Comme Grace et Laura, Carrie souffre de diabète et meurt de complications de la maladie dans un hôpital de Rapid City, dans le Dakota du Sud, le 2 juin 1946, à l'âge de 75 ans,. Elle est enterrée dans le cimetière de De Smet (Dakota du Sud).

## Filmographie
Les actrices Lindsay et Sidney Greenbush jouèrent son rôle dans la série La Petite Maison dans la prairie. 